# كاترين باول
كاترين باول (بالإنجليزية: Catherine Powell)‏ هي سيدة أعمال بريطانية، ولدت في 1967 في المملكة المتحدة.